# Accademia degli Astrusi
L'Accademia degli Astrusi è un ensemble barocco con strumenti originali fondato a Bologna nel 2007 da Federico Ferri, direttore d'orchestra e violoncellista.

## Il gruppo
L'Accademia degli Astrusi, affermatasi negli anni come una delle realtà più importanti del panorama barocco internazionale, collabora con solisti quali Anna Caterina Antonacci, Sara Mingardo, Stefano Montanari, Mauro Valli. Ha partecipato a festival quali MiTo Settembre Musica, Reate Festival, Stresa Festival, Rota dos Monumentos, Berliner Tage für Alte Musik, e ha suonato in teatri e sale da concerto fra cui Wigmore Hall di Londra, Grand Théâtre de Bordeaux, Konzerthaus Berlin, Palazzo del Quirinale, Teatro Comunale di Bologna.
Concerti dell'Accademia degli Astrusi sono stati trasmessi in diretta radiofonica da BBC e Rai Radio 3 e in ambito televisivo da Sky Classica.
Nel 2015 è vincitrice degli International opera Awards di Londra con il doppio Cd SONY Semiramide, con Anna Bonitatibus.

### Progetto Martini
Dal 2007, l'Accademia degli Astrusi dedica un progetto alla riscoperta della Scuola Bolognese, incidendo ed eseguendo per la prima volta in epoca moderna l'opera strumentale inedita di Giovanni Battista Martini nel corso di quattro edizioni del Festival Martini. È in corso inoltre la pubblicazione, da parte di Sugar Suvini-Serboni, dell'edizione critica dell'opera inedita di Martini, curata da Federico Ferri e Daniele Proni.
Due Intermezzi inediti di Martini, Don Chisciotte e Il Maestro di Musica, sono stati eseguiti in prima assoluta nell'ottobre 2011 in co-produzione con il Teatro Comunale di Bologna, con Aldo Caputo, Laura Polverelli, Matteo Belli, la regia di Gabriele Marchesini e scenografie basate su bozzetti originali di Dario Fo.
Il Dvd degli Intermezzi è stato pubblicato da Deutsche Harmonia Mundi (Sony Classical) nel 2012.

## Discografia
- 2019 - Giovanni Battista Martini, Complete Instrumental Music (9CD+1DVD) Warner Music
- 2017 - Italian Xmas, con Elena Cecchi Fedi, Daniele Proni (Concerto Classics, 2CD)
- 2016 - Stabat Mater Dolorosa, con Sara Mingardo e Silvia Frigato (Concerto Classics)
- 2015 - Lagrime mie, con Anna Caterina Antonacci (Concerto Classics)
- 2014 - Semiramide, con Anna Bonitatibus (SONY, 2CD)
- 2012 - Giovanni Battista Martini, Il maestro di musica, Don Chisciotte (SONY, DVD)
- 2010 - Giovanni Battista Martini, Sinfonie e musica da camera (Antiqua, 2CD)
- 2010 - Giovanni Battista Martini, Inedita (2CD)

## Video
- 2013 - Giovanni Battista Martini, Don Chisciotte, Il Maestro di Musica (DVD Deutsche Harmonia Mundi)
- Lagrime mie, con Anna Caterina Antonacci (DVD+CD Kaleidos, KAL 005-006)
- Canale youtube dell'Accademia degli Astrusi